# Looking In
Looking In (с англ. — «Глядя в...») — шестой студийный альбом британской блюз-рок-группы Savoy Brown, выпущенный 6 октября 1970 года.

## Об альбоме
На альбоме фигурирует вокал Дейва Певеретта, так как Крис Юлден покинул группу прошлой весной.
После выпуска альбома лидер группы Ким Симмондс станет единственным участником, который продолжит в ней работу, так как все остальные участники группы ушли, чтобы сформировать «Foghat» в следующем году.
После этого Симмондс наберёт новый состав (преимущественно из Chicken Shack).
Альбом продержался неделю в официальных чартах Великобритании и достиг 50 места.
Он добился значительных успехов в США, где он провел 19 недель в Billboard 200, достигнув пика на 39 месте, втором по величине альбоме в США.

## Треклист

### Сторона 1
1. «Gypsy» (Симмондс) — 0:57
2. «Poor Girl» (Стивенс) — 4:04
3. «Money Can’t Save Your Soul» (Певеретт, Симмондс) — 5:34
4. «Sunday Night» (Симмондс) — 5:23
5. «Looking In» (Певеретт, Симмондс) — 5:17

### Сторона 2
1. «Take It Easy» (Певеретт, Симмондс) — 5:47 (not 3:40 as printed on album)
2. «Sitting an' Thinking» (Симмондс) — 2:40
3. «Leavin' Again» (Певеретт, Симмондс) — 8:29
4. «Romanoff» (Симмондс) — 1:01

## Участники записи
Savoy Brown
- Одинокий Дэйв — ритм-гитара, вокал
- Ким Симмондс — соло-гитара, фортепиано
- Роджер Эрл — ударные
- Тони Стивенс — бас-гитара

Приглашённые музыканты
- Оуэн Финнеган — конги

Технический персонал
- Ким Симмондс — продюсер
- Savoy Brown — аранжировки
- Пол Трегурта — инженер
- Эрик Холанд — инженер
- Гарри Фишер — мастеринг
- Энтони Хокинс — ремастеринг компакт-диска 1990 года
- Дэвид Энсти, Джим Бэйки — произведение искусства

## Чарты

### Альбом
| Чарт (1970)                    | Высшая позиция |
| ------------------------------ | -------------- |
| Австралия (Kent Music Report)  | 25             |
| США Billboard 200              | 39             |
| Великобритания Official Charts | 50             |